# Sandrine Adams
Pour les articles homonymes, voir Adams.
Sandrine Adams est une internationale de rink hockey née le 6 janvier 1973 évoluant au poste de joueuse.

## Biographie
Durant le championnat d'Europe de 1999, elle marque quatre buts et se positionne à la huitième place avec la France. 
En 2000, elle participe au championnat du monde. En ne marquant qu'un unique but durant la compétition, elle ne se classe qu'à la 12e place avec l'équipe de France. 
Au RSC Wasquehal, club fondé par Daniel Adams - son père -, elle remporte le championnat féminin en 1998. 

## Palmarès
- 12e championnat du monde (2000)
- 8e championnat d'Europe (1999)